# Amefurikozō

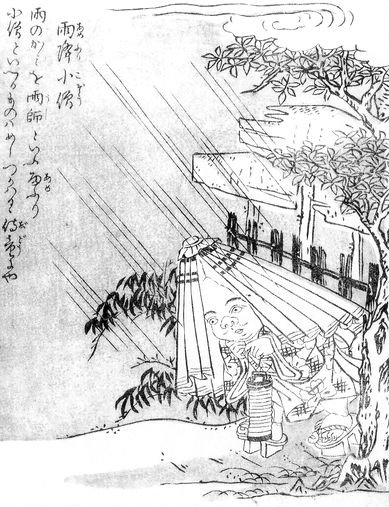
Illustrazione dell'amefurikozō di Toriyama Sekien tratto dal Konjaku Gazu Zoku Hyakki

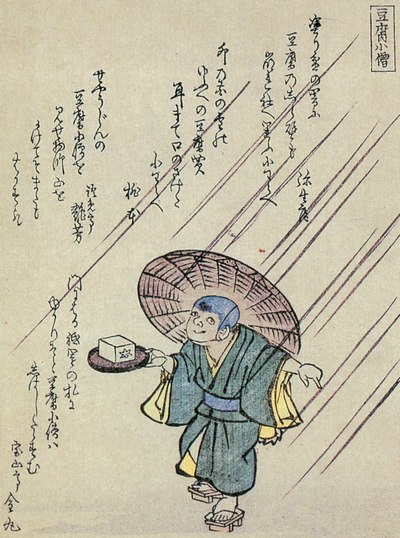
Il personaggio tōfu-kozō del kibyōshi, molto simile all'Amefurikozō

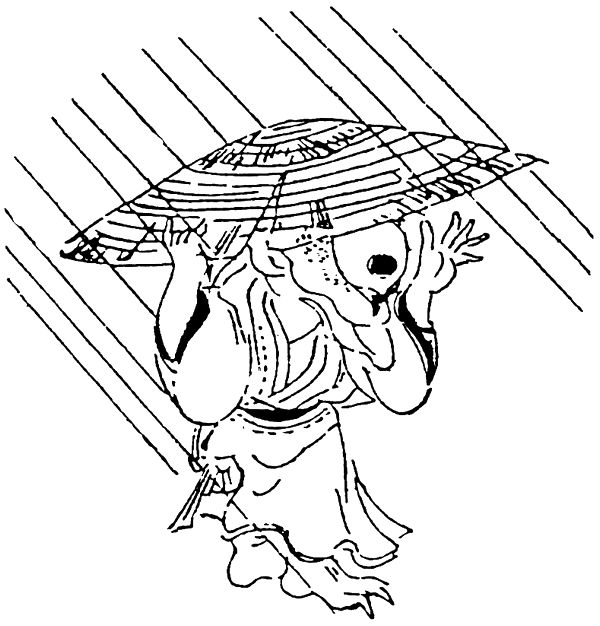
L'amefurikozō che appare nel Gozonji no Bakemono illustrato da Utagawa Toyokuni

L'Amefurikozō (雨降り小僧? lett. "Bambino della pioggia") è uno yōkai del folclore giapponese, illustrato da Toriyama Sekien nel suo libro Konjaku Gazu Zoku Hyakki.

## Nella letteratura

### Letteratura classica
Nel "Konjaku Gazu Zoku Hyakki", porta un ombrello giapponese ed una lanterna di carta. Nel testo di spiegazione è scritto che "parlando del dio della pioggia Ushi, c'è l'amefurikozō, che lavora al suo jidō (雨のかみを雨師（ushi）といふ 雨ふり小僧といへるものは めしつかはるる侍童（jidō）にや"?), dicendo che essi sono i jidō (bambini impiegati dalla nobiltà) del dio cinese della pioggia Ushi.
Poiché Ushi (雨師?) è un titolo onorifico della nobiltà (大人?, "ushi"), e dato che jidō (侍童?) può essere inteso come jidō (児童?) che significa "bambino", si può interpretare che questo yōkai sia un gioco di parole per indicare "un bambino impiegato da un adulto".
Nei libri kibyōshi del periodo Edo, proprio come il personaggio tōfu-kozō, essi appaiono come degli yōkai che svolgono il ruolo di servitori. Nel kibyōshi "Gozonji no Bakemono (御存之化物?)" di Jihinari Sakuragawa ed illustrato da Utagawa Toyokuni del 1792, un uomo cammina in una notte piovosa quando gli si avvicina un amefurikozō con un occhio solo che indossa un kasa di bambù e che stringe qualcosa in entrambe le mani. Poiché essi appaiono nelle notti piovose, e dato che possiedono qualcosa in ambedue le mani, possono essere confusi con i tōfu-kozō che appaiono anch'essi durante le notti piovose con in mano del tōfu.

### Letteratura moderna
Secondo la letteratura yōkai pubblicata dopo il periodo Shōwa e durante l'attuale periodo Heisei, ci sono delle teorie secondo cui se si ruba l'ombrello a un amefurikozō e lo si indossa, non si riuscirebbe più a toglierlo, o che egli si diverta a bagnare le persone ed a vederle turbate. Secondo le spiegazioni di Mizuki Shigeru Road, a Sakaiminato, nella prefettura di Tottori, l'amefurikozō avrebbe il ruolo di regolare la pioggia, qualcosa che è fortemente legata alla vita e al lavoro di ciascuno.
Nella parte intitolata "Amefurikozō" del saggio di Norio Yamada "Tōhoku Kaidan no Tabi", c'è una storia in cui, nel distretto di Kamihei nella prefettura di Iwate, una volpe chiese ad un amefurikozō se poteva far cadere la pioggia, perché ci doveva essere un matrimonio di volpi, e quando l'amefurikozō mosse la lanterna di carta la pioggia cominciò improvvisamente a cadere, ed il matrimonio di volpi poté svolgersi.